# Гавриков, Яков Васильевич
Гавриков Яков Васильевич (1894 — 1917) — ефрейтор команды двинцев.

## Биография
Родился в селе Юдино Венёвского уезда Тульской губернии.
Сын крестьянина-бедняка.
В детстве пас коней у местного купца. В 12 лет работал в Москве в булочной.
В 1914 году призван в армию. Был ранен в боях.
Летом 1917 года солдаты 303-го Сенненского полка, где служил Гавриков, вынесли резолюцию против продолжения войны.
Полк был окружён казаками и 138 солдат, в том числе и Гавриков, арестованы и брошены в Двинскую тюрьму.
После освобождения двинцев в Москве принимал активное участие в боях за Советскую власть.
В бою у Никитских ворот был убит.
Похоронен у Кремлёвской стены.